# Voile de la Vierge de Chartres
Le voile de la Vierge de Chartres, connu autrefois sous le nom de « chemise », est une relique qui aurait été envoyée de Byzance par l'empereur d'Orient à Charlemagne. Selon la tradition, il s’agit du voile (appelé sancta Camisia car le peuple pensait voir dans le reliquaire une chemise) que portait Marie lors de l'Annonciation. Elle est conservée dans la cathédrale Notre-Dame de Chartres.

## Histoire
Une chronique du XIe siècle empreinte de merveilleux raconte qu'elle est brandie comme bannière par Charles le Chauve lors du siège de Chartres. L'empereur d'Occident et petit-fils de Charlemagne l'offre en 876 à la cathédrale. Cette relique, une des plus précieuses d’Occident, fait de l'église un sanctuaire marial qui accueille de nombreux pèlerins, notamment Louis XIV, saint Vincent de Paul ou François de Sales. Lors de l'incendie de l'ancienne église en 1194, la relique semble perdue, mais elle est providentiellement mise à l'abri dans le martyrium par des clercs. Après deux ou trois jours de déblayage, les sauveteurs et la relique sont retrouvés. À l’époque, l’interprétation de cet épisode comme d’un désir de la Vierge Marie à abriter le voile dans une église plus spacieuse, conduit à une multiplication des dons sur son autel, attestés dès 1195. Cela explique sans doute l'enthousiasme et la rapidité avec laquelle la nouvelle cathédrale est bâtie, sans qu'il soit exclu que l'incendie de 1194 soit arrivé de façon opportune afin d'accélérer les travaux de l'église de Fulbert alors même que les chanoines étaient réticents face à ce projet coûteux dont l’agrandissement imposait la destruction des quartiers canoniaux et de leurs habitations.
À la suite de l'ouverture au début du XVIIIe siècle de la châsse en bois de cèdre alors en mauvais état, il est constaté qu’il s’agit d’un long habit de tête, et non d’une chemise ainsi qu’elle figurait sur le sceau du chapitre de la cathédrale. Le saint vêtement est enveloppé dans un voile de gaze (tissu byzantin du VIIIe siècle appelé « voile de l'impératrice Irène ») orné de broderies en soie et en or.
Par la suite, la relique est contenue dans une châsse de grande valeur, dont les joyaux sont vendus à la Révolution. De même en 1793, le voile est découpé en plusieurs morceaux, qui sont vendus.
Une expertise du tissu restant, réalisée en 1927 par le musée des soieries de Lyon, propose une datation ancienne, des premiers siècles[réf. nécessaire]. Il est en soie de grande valeur, ce qui est étonnant au vu du statut social de Marie. Le voile, placé dans un reliquaire monstrance réalisé par l’orfèvre Poussielgue-Rusand en 1876 pour le millénaire de son don, est toujours exposé dans le déambulatoire, du côté nord, dans la chapelle des martyrs ou de Saint-Étienne, dite aujourd'hui du Saint-Cœur de Marie.
Le voile et la chasse sont classés monument historique en tant qu'objet en 1970.

## Pèlerinages
Notre-Dame de Chartres est un lieu de pèlerinage important, principalement grâce aux pèlerinages traditionnels qui ont lieu chaque année durant le week-end de Pentecôte :
- Le pèlerinage Notre-Dame de Chrétienté qui débute à Paris et se termine à Chartres, le plus ancien et le plus important ;
- Le pèlerinage de Tradition organisé par la Fraternité sacerdotale Saint-Pie-X qui s'élance de Chartres pour rallier Paris.

L'engouement pour la route de Saint-Jacques-de-Compostelle, dont Chartres est une étape pour les pèlerins qui viennent du Nord par la route de Paris, est aussi à l'origine de ce succès.